# Ahrar al-Sham
Ahrar al-Sham (arabiska: أحرار الشام) är en salafistisk milis i Syrien bildad år 2011 som är en av parterna i det syriska inbördeskriget. Organisationen har utvecklats till att bli en av de mest inflytelserika på rebellsidan i inbördeskriget och erhåller även betydande stöd från utlandet. Ahrar al-Sham listas som en terrororganisation av Syrien, Ryssland, Iran, Förenade Arabemiraten och Egypten.

## Historia

### Utveckling i början av inbördeskriget
Ahrar al-Sham bildades mot slutet av 2011 av en grupp ultrakonservativa islamister som hade hållits fängslade i Sednayafängelset utanför Damaskus för statsfientlig verksamhet men sedermera frisläpptes i enlighet med en amnesti utfärdad tidigt samma år. När de folkliga protesterna mot president Bashar al-Assad och landets regering inleddes i mars 2011 hade redan organiserandet av vad som skulle bli väpnade motståndsgrupper inne i Syrien påbörjats av inhemska islamister. När sedan demonstrationerna runtom i landet övergick till väpnat uppror och sedermera fullskaligt inbördeskrig växte Ahrar al-Sham snabbt och man sade sig ha 50 enheter i juli 2012 vilka skulle ha ökat till 83 enheter i januari 2013. Ledare var Hassan Abboud som hade suttit en lång tid tillsammans med flera av gruppens övriga ledargestalter i Sednayafängelset. Snart nådde gruppen framgångar på slagfältet medan hela landet skakades av allt häftigare våldsamheter. Man allierade sig med den största rebellalliansen Fria syriska armén i den gemensamma kampen mot regeringen men tog avstånd från dess vision för ett framtida Syrien. Ahrar al-Sham knöt också goda kontakter med flera oberoende, religiösa rebellgrupper som uppstod i områden där den syriska militären hade dragit sig tillbaka.

### Relationer med övriga rebeller 2012-2014
Liksom flera andra inflytelserika islamistgrupper tog Ahrar al-Sham avstånd från både det sekulära Syriska nationella rådet som grundades i augusti 2011 och den ännu bredare oppositionsalliansen Syriska nationella koalitionen 2012. Trots det fortsatte det nära samarbetet på slagfältet mellan sekulära och islamistiska rebeller. I december 2012 gick ett antal salafistiska rebellgrupper samman i en egen allians, Syriska islamiska fronten, där Ahrar al-Sham med stöd av Saudiarabien blev överlägset mäktigast. När al-Qaidas gren i Irak, Islamiska staten i Irak, i april 2013 började involvera sig i inbördeskriget på andra sidan gränsen knöts så småningom även kontakter med Ahrar al-Sham som religiöst och ideologiskt stod dem närmare än Fria syriska armén och vars ledare under sommaren 2013 var under press och därför lätta mål för infiltration och påverkan. I november 2013 utvidgades den islamistiska rebellalliansen till Islamiska fronten, vilken i motsats till den bräckligt sammansatta Fria syriska armén effektivt utnyttjade det massiva stöd man erhöll från utlandet.
Splittringen inom al-Qaida kom att indirekt påverka även Ahrar al-Sham. När Islamiska staten i Iraks ledare Abu Bakr al-Baghdadi försökte tvinga igenom en sammanslagning av sin egen organisation och den officiella al-Qaidafilialen i Syrien, Jabhat al-Nusra, förkastades detta av al-Qaida och i februari 2014 bröts alla kontakter mellan al-Qaida och det som då kallades ISIL. Redan en månad tidigare hade Ahrar al-Sham hamnat på kollisionskurs med den nya aktören i inbördeskriget då Hassan Abboud kritiserade al-Baghdadis kompromisslösa syn på de som vägrade underkasta sig, till och med övriga sunnimuslimska jihadister i Syrien betraktades som "otrogna" som måste bekämpas. Under våren 2014 hamnade Ahrar al-Sham och Jabhat al-Nusra i öppen konflikt med ISIL, som inte bara slog till mot de syriska myndigheterna utan även i princip samtliga övriga rebellgrupper.

### Nya samarbeten under perioden 2014-2016
Hassan Abboud dödades tillsammans med flera andra ur Ahrar al-Shams ledarskap i ett bombdåd i september 2014 som sannolikt utfördes av den allt mäktigare Islamiska staten, med vilken Ahrar al-Sham under hans efterträdare hamnade i öppen konflikt. I november 2014 deltog representanter för Ahrar al-Sham på ett uppmärksammat möte mellan företrädare för Islamiska staten, Jabhat al-Nusra och ett par andra religiöst fundamentalistiska grupper för att inleda ett samarbete dem sinsemellan för att tillintetgöra de sekulära rebellerna. Förhandlingarna misslyckades men trots det stred Ahrar al-Sham ibland tillsammans med Islamiska staten precis som man sedan länge öppet samarbetade med milismän som har svurit trohet till al-Qaida. I mars 2015 bildade man tillsammans med Jabhat al-Nusra och ett antal mindre inflytelserika men i ideologiskt hänseende likartade rebellgrupper en ny allians kallad Jaish al-Fatah som snabbt kom att dominera Idlib i nordvästra Syrien. I december 2015 deltog företrädare för Ahrar al-Sham i av Saudiarabien och västmakterna understödda förhandlingar i Riyadh om en ny sammanslutning av oppositionella, Höga förhandlingskommittén, som kunde bli en motpart till regeringen i fredsförhandlingar. Mot detta protesterade Ryssland kraftigt och menade att Ahrar al-Sham, liksom en ytterligare hårdför salafistisk rebellgrupp kallad Jaish al-Islam, omöjligen kunde tillåtas delta i några förhandlingar i FN:s regi.
På grund av det nära samarbetet med Jabhat al-Nusra försökte Ryssland i april 2016 att få även Ahrar al-Sham upptagen på FN:s säkerhetsråds sanktionslista för Islamiska staten och al-Qaida, något som misslyckades efter motstånd från USA, Storbritannien och Frankrike som såg gruppen som en del av de upprepade försöken att få till stånd en varaktig vapenvila. Utländskt stöd till gruppen ges främst av Saudiarabien, Qatar och Turkiet i form av både statligt engagemang och privata donationer.

## Ideologi och politiska mål
Ahrar al-Sham driver politiskt en ultrakonservativ, islamistisk linje med det uttalade målet att etablera en religiös stat i Syrien baserad på vad man uppfattar vara korrekta islamiska principer. Teologiskt följer gruppen en djupt konservativ strömning inom sunniislam och har enligt Amnesty International tillsammans med likasinnade rebellgrupper infört ett eget rättsskipningssystem i områden under sin kontroll baserad på en strikt tolkning av sharia, medeltida islamisk lag. Däremot har man inte öppet gett stöd för idén om heligt krig (jihad) på internationell nivå eller genomfört väpnade aktioner utomlands. Enligt den främste medgrundaren av Ahrar al-Sham, Hassan Abboud, borde det existerande styrelseskicket i Syrien inte omvandlas till en demokrati utan istället ersättas med ett politiskt system givet av Gud med gudomliga lagar istället för lagar stiftade av människor.